# SUNRED Engineering
SUNRED Engineering Development (förkortning av SUN Race Engineering Development S.L.) är ett spanskt racingteam. De tävlade tidigare som privatteam i World Touring Car Championship, men när de började köra med dieselmotorer till säsongen 2010 fick de endast tävla i förarmästerskapet och inte i Yokohama Independents' Trophy. SUNRED driver även SR-Sport som halvfabriksteam i samma mästerskap, då SEAT Sport försvann till säsongen 2010.

## Historia
SUNRED Engineering tävlade i World Touring Car Championship första gången 2008 med Tom Coronel som förare, då inte som privatförare eftersom han hade vunnit privatförarcupen med GR-Asia året innan. Coronel vann överraskande en tävling i FIA WTCC Race of Japan med ett annorlunda däckval. Han hade en kombination på två regndäck och två torrdäck. Totalt slutade han på fjortonde plats. De lät även de förare som vann i SEAT León Eurocup föregående tävlingshelg tävla i nästkommande WTCC-tävling.
2009 var Coronel tillbaka som privatförare. Han vann Yokohama Independents' Trophy med sex segrar och även denna säsong slutade han fjortonde i förarmästerskapet. Tom Boardman körde även hela säsongen för SUNRED Engineering, förutom FIA WTCC Race of Morocco. Han slutade femma i mästerskapet med en seger i FIA WTCC Race of UK på Brands Hatch. Precis som föregående säsong fick senaste segraren i SEAT León Eurocup tävla. Teamet vann Yokohama Teams' Trophy totalt före Scuderia Proteam Motorsport.
Till säsongen 2010 drog SEAT ned sin fabrikssatsning i WTCC. SEAT Sport försvann och alla deras förare blev utan styrning. Detta löste SUNRED Engineering genom att skapa ett team under namnet SR-Sport. För SR-Sport körde Gabriele Tarquini, Jordi Gené, Tiago Monteiro och Tom Coronel. De fortsatte dock att driva bilar under namnet SUNRED Engineering, med Michel Nykjær och Fredy Barth som förare. Barth tävlade dock för teamet under namnet SEAT Swiss Racing by SUNRED. Båda teamen tävlade med SEAT León 2.0 TDi-bilar. Tarquini slutade som tvåa totalt i förarmästerskapet, bäst av SUNRED:s bilar.

### Övrigt
SUNRED har även byggt en bil vars namn är SUNRED SR21. De tävlar med den i International GT Open och Campeonato de España de Iber GT.

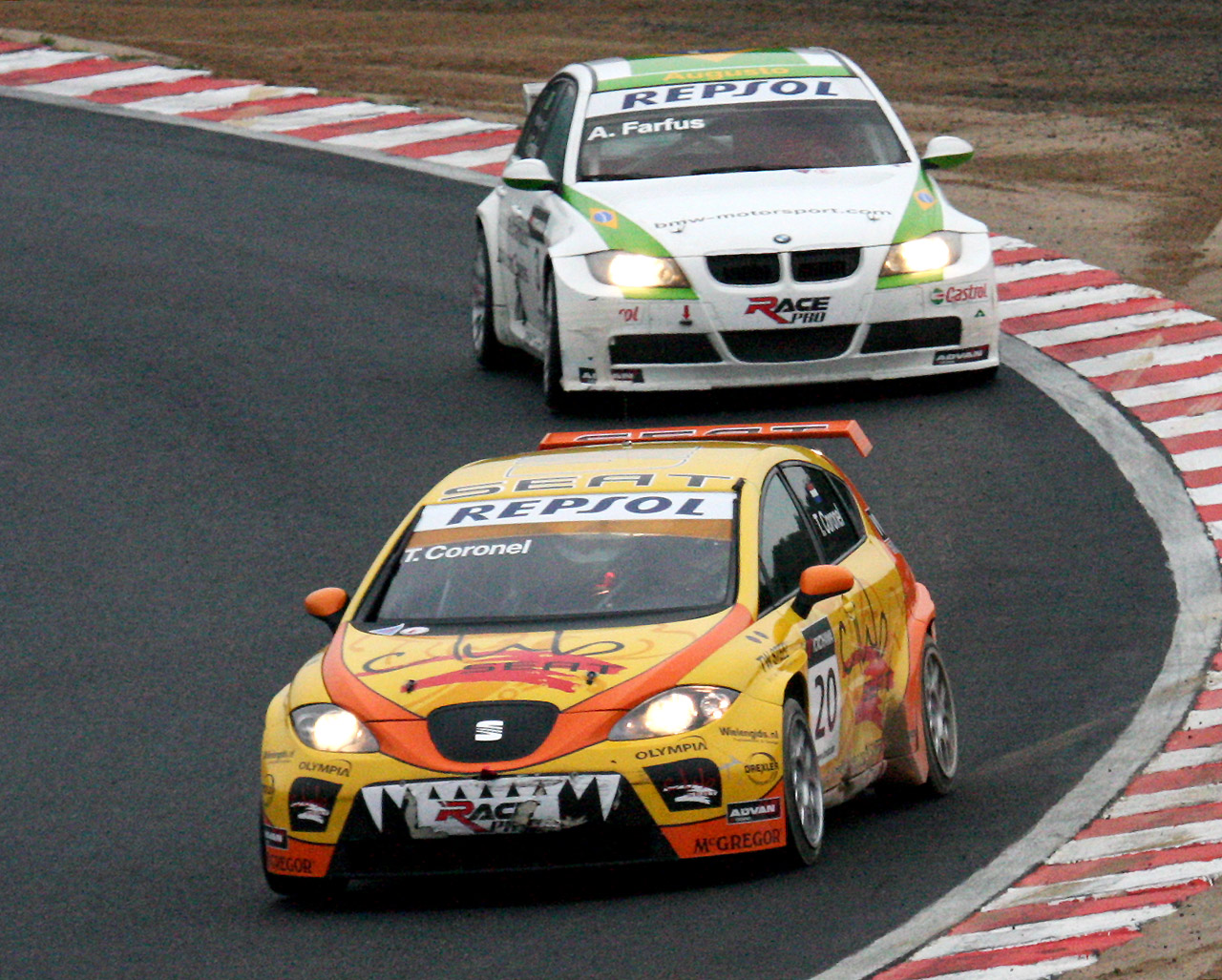
Tom Coronel 2008
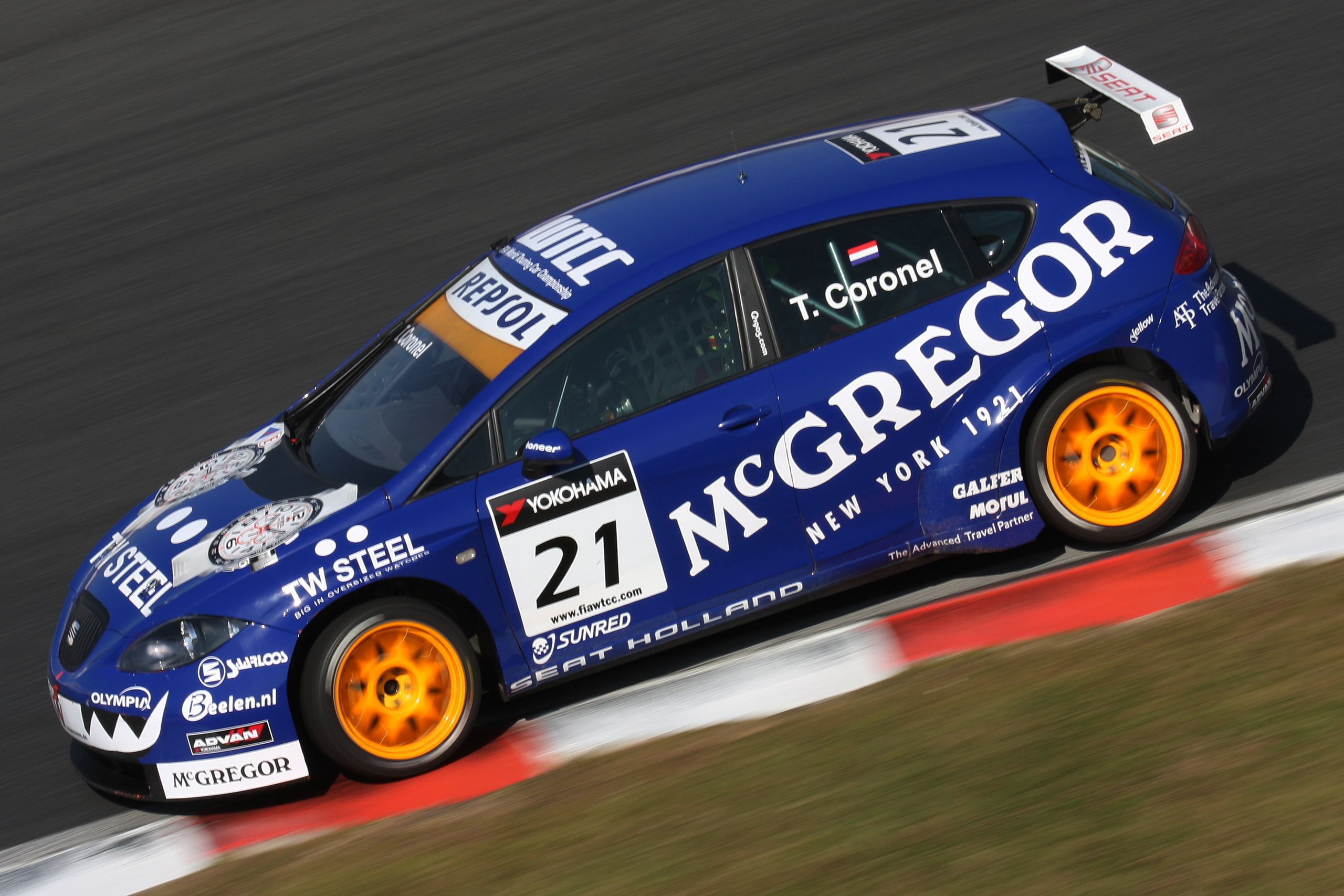
Tom Coronel 2009
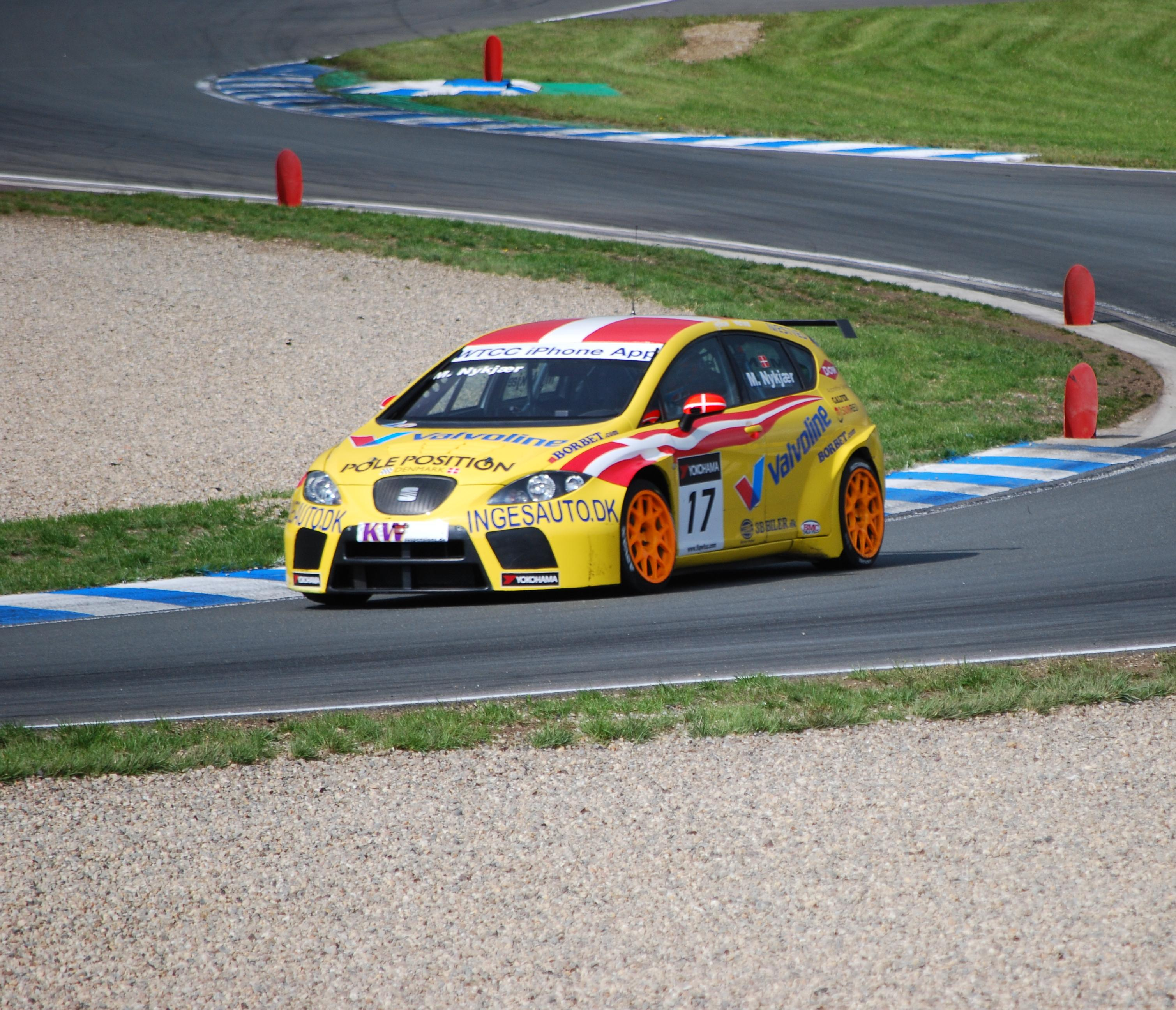
Michel Nykjær 2010
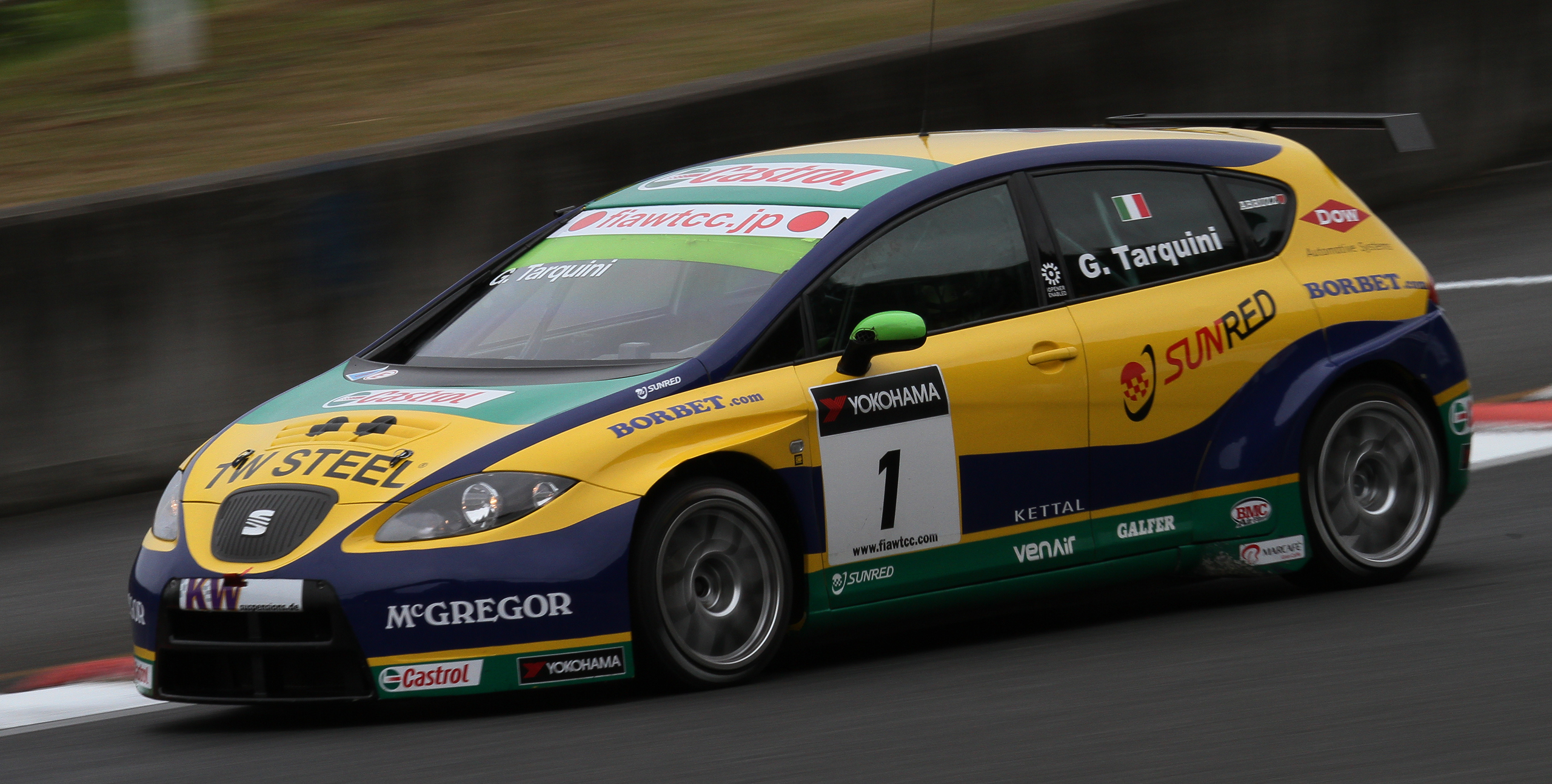
Gabriele Tarquini 2010 (SR-Sport)